# Helina mulcata
Helina mulcata este o specie de muște din genul Helina, familia Muscidae. A fost descrisă pentru prima dată de Giglio-tos în anul 1893. Conform Catalogue of Life specia Helina mulcata nu are subspecii cunoscute.